# Apple-ID
Ett Apple-ID, officiellt Apple-konto (även känt som Itunes-konto) är ett sorts konto som är marknadsfört och utvecklat av det amerikanska hemelektronikföretaget Apple. För att använda många av Apples program och tjänster (till exempel Iwork, Itunes Store, och Apples nätbutik)  är man tvungen att ha ett Apple-ID. Eftersom ett Apple-ID är användbart med många av Apples tjänster så kan det även vara kallat: Apple-konto, .Mac-konto, Itunes-konto, Ichat-konto och Icloud-konto. 
Vid lanseringen av iOS 18, iPadOS 18, macOS Sequoia och watchOS 11 ändrades namnet på Apple-ID till Apple-konto. Namnbytet medför inga funktionella förändringar, och ett Apple-konto används fortfarande för att logga in på olika Apple-tjänster med samma inloggningsuppgifter som tidigare.

## Hur man får ett Apple-ID
Ett Apple-ID finns tillgängligt utan kostnad och kan erhållas genom att man registrerar sig på Apples hemsida. Ett Apple-ID består av två delar: användarnamn eller användar-ID och lösenord. Den första måste vara en giltig e-postadress, till exempel "någonting@email.com", den andra är ett säkert lösenord på minst 6 tecken. Lösenordet är skiftlägeskänsligt. När en användare skapar ett nytt Apple-ID, kommer Apple att skicka ett verifieringsmeddelande till den e-postadress som användaren angav under registreringen. Användaren är skyldig att följa den URL (Uniform Resource Locator) som ingår i kontrollen, e-post för att aktivera kontot, då användaren ska kunna använda sitt Apple-ID.